# HuffPost
HuffPost (транскр.  Хафпост), до априла 2017. познат као Хафингтон пост (енгл. The Huffington Post), амерички је новински портал, агрегатор вести и блог који су основали Аријана Хафингтон, Кенет Лерер, Ендру Брајтбарт, и Џона Перети. На сајту се објављују вести, блогови и оригинални садржај из области политике, економије, забаве, технологије, културе итд.
Хафингтон пост је основан 2005. као либерална противтежа агрегаторима вести као што је Drudge Report. Компанија „AOL“ је 7. фебруара 2011. преузела власништво над сајтом за 315 милиона долара, а Аријана Хафингтон је постала главни уредник Хафингтон пост медија групе.